# Mont-devant-Sassey
Mont-devant-Sassey é uma comuna francesa na região administrativa do Grande Leste, no departamento de Meuse. Estende-se por uma área de 8.22 km², e possui 99 habitantes, segundo o censo de 2018, com uma densidade de 12 hab/km².